# Arena Mall
Arena Mall (раније познат као Aréna Plaza) је највећи трговачки центар у Будимпешти. Aréna Plaza је  отворена 15. новембра 2007. на месту старе тркачке стазе. 
Извршни директор Plaza Centers Group је приликом отварања 2007. рекао: „Aréna Plaza је један од највећих и најпрестижнијих трговачких и забавних центара у средњој и источној Европи, чији је дизајн и амбиција поставили нове стандарде за регион..." 
Центар укључује прву IMAX биоскопску салу у земљи, заједно са 22 друга платна.  Укључује многе продавнице за куповину, ресторане и забаву. Главна тачка фокуса је велики Tesco, хипермаркет. 

## Приступ
Aréna Plaza се налази отприлике пет минута хода од железничке станице Келети. 
Тржни центар има око 2.800 паркинг места под земљом. 

## Продаја
7. августа 2007. Aréna Plaza је продата активном Asset Investment Management ("aAIM"). Трансакција је закључена са бруто приносом од 5,9%, што одражава вредност имовине од приближно 381 милиона евра. То је представљало 20% вредности мађарских послова са некретнинама из 2007. и највећу појединачну трансакцију за ту годину. Цена је у поређењу са ИПО из новембра 2006. од 333 милиона евра.